# Відкритий чемпіонат Австралії з тенісу 1987
Відкритий чемпіонат Австралії з тенісу 1987 — тенісний турнір, що проходив між 12 січня та 25 січня 1987 року на трав'яних кортах стадіону Куйонг в Мельбурні, Австралія. Це був 75-ий чемпіонат Австралії з тенісу і перший турнір Великого шолома в 1987 році. Турнір входив до програм ATP та WTA турів.

## Огляд подій та досягнень
У 1986 чемпіонату Австралії не було, оскільки турнір перенесли на січень. Тому цей турнір слідував за турніром 1985 року. Це був останній розіграш чемпіонату Австралії на трав'яних кортах. 
Стефан Едберг успішно захистив титул австралійського чемпіона, вигравши другий турнір Великого шолома. 
У жінок Гана Мандлікова перемогла у фіналі минулорічну чемпіонку Мартіну Навратілову. Для Мандлікової це були друге австралійське чемпіонство й четвертий (останній одиночний) титул Великого шолома загалом.

## Результати фінальних матчів

### Дорослі
| Одиночний розряд. Чоловіки      |                            |                         |
| Стефан Едберг                   | Пет Кеш                    | 6–3, 6–4, 3–6, 5–7, 6–3 |
|                                 |                            |                         |
| Одиночний розряд. Жінки         |                            |                         |
| Гана Мандлікова                 | Мартіна Навратілова        | 7–5, 7–6(7–1)           |
|                                 |                            |                         |
| Парний розряд. Чоловіки         |                            |                         |
| Стефан Едберг Андерс Яррід      | Пітер Дуан Лорі Вордер     | 6–4, 6–4, 7–6(7–3)      |
|                                 |                            |                         |
| Парний розряд. Жінки            |                            |                         |
| Мартіна Навратілова Пем Шрайвер | Зіна Гаррісон Лорі Макнейл | 6–1, 6–0                |
|                                 |                            |                         |
| Мікст                           |                            |                         |
| Зіна Гаррісон Шервуд Стюарт     | Енн Гоббс Ендрю Касл       | 3–6, 7–6(7–5), 6–3      |
|                                 |                            |                         |

### Юніори
| Одиночний розряд. Хлопці          |                                |          |
| Джейсон Столтенберг               | Тодд Вудбрідж                  | 6–2, 7–6 |
|                                   |                                |          |
| Одиночний розряд. Дівчата         |                                |          |
| Мішелль Джеггард                  | Ніколь Провіс                  | 6–2, 6–4 |
|                                   |                                |          |
| Парний розряд. Хлопці             |                                |          |
| Джейсон Столтенберг Тодд Вудбрідж | Шейн Барр Браян Роу            | 6–2, 6–4 |
|                                   |                                |          |
| Парний розряд. Дівчата            |                                |          |
| Анн Деврі Ніколь Провіс           | Дженев'єв Дваєр Даніелль Джонс | 6–3, 6–1 |
|                                   |                                |          |